# Komet McNaught
Komet McNaught, poznat i kao C/2006 P1, je ne- periodičan komet otkriven 7. kolovoza 2006. godine. Komet je otkrio britanskoaustralski astronom Robert H. McNaught. Komet je bio najsjajniji u posljednjih 40 godina i bio je lako vidljiv golim okom za promatrače na južnoj hemisferi u siječnju i veljači 2007. godine.
Komet je najveći sjaj dosegao 13. siječnja 2007. i tada je iznosila oko -6.0 magnituda. Između 12. i 14. siječnja komet je bio vidljiv u sred dana nedaleko od Sunca. Duljina repa kometa dosegla je pritom 35°.
Letjelica Ulysses napravila je neočekivani prolaz kroz rep kometa 3. veljače 2007. godine. Ulysses je proletio kroz McNaughtov ionski rep oko 160 milijuna kilometara od jezgre kometa. Instrumenti na letjelici registrirali su "kompleksnu kemiju" u toj regiji. Instrumenti su detektirali i usporavanje solarnog vjetra s 700 km/s na 400 km/s.